# 1190 en santé et médecine
| Années de la santé et de la médecine : 1187 - 1188 - 1189 - 1190 - 1191 - 1192 - 1193    |
| Décennies de la santé et de la médecine : 1160 - 1170 - 1180 - 1190 - 1200 - 1210 - 1220 |

Cet article présente les faits marquants de l'année 1190 en santé et médecine.

## Fondations
- Abu Yusuf, calife almohade, fait construire le bimaristan de Marrakech, au Maroc[1],[2].
- Création de la léproserie de Pontoise, dans la vallée de Montmorency[3].
- À Cahors, en Quercy, les seigneurs de Vayrols donnent aux Templiers plusieurs maisons où ils installent une commanderie, une chapelle et un hôpital[4].
- Entre 1182 et 1190 : fondation par Rotrou IV, comte du Perche, de l'hôtel-Dieu de Nogent[5].
- Entre 1190 et 1195 : fondation de la léproserie de Lavoûte-Chilhac, en Auvergne[6].

## Personnalité
- 1182-1190 : Fl. Pierre Bertrand, professeur de médecine à Montpellier, « si l'on en croit une inscription qui se trouve […] dans le vestibule de la faculté[7] ».

## Naissances
- Vers 1190 :
  - Chen Ziming (mort en 1270), médecin chinois, auteur, en 1237, du Fu Ren Da Quan Liang Fang (« Recueil complet des prescriptions utiles aux femmes[8] »).
  - Vincent de Beauvais (mort vers 1260-1264), chargé par Louis IX, sans être médecin, de rédiger un règlement pour l'hôtel-Dieu de Beauvais, et auteur du Speculum majus, encyclopédie qui « réserve une place importante à la médecine[7] ».
- Entre 1190 et 1197 : Ibn al-Baitar (mort en 1248), médecin et botaniste arabe, auteur du Kitab al-Gami (« Le Livre des simples ») qui rassemble les connaissances pharmacologiques de son temps[9].